# Ngong
Ngong is een Keniaanse stad vlak bij de Ngong Hills gelegen aan de Grote Slenk in de provincie Bonde la Ufa in het Zuiden van Kenia ten zuidwesten van Nairobi. Het woord Ngong is een Maasai woord voor knokkels vanwege de vier hogen bergpieken. Ngong ligt op 1.961 meter en er wonen naar schatting (2005) 32.795 mensen. De heuvels liggen 2.460 meter boven zeeniveau. Ngong is een centraal gelegen plaats in de Ngong divisie in het district Kajiado.
Gedurende de Britse overheersing was het gebied rondom de Ngong Hills een grote boerenkolonie. Veel traditionele huizen stammen nog uit deze tijd. De goed ontwikkelde stad en zijn buitenwijken zijn een welkome verblijfplaats voor de mensen die in Nairobi werken. De lokale bevolking zegt dat ze in de jaren negentig nog leeuwen hebben gezien in de bergen.

## Out of Africa
In de film Out of Africa (1985) komen de vier pieken in verschillende scènes bij het huis van Karen Blixen in Ngong.